# Скейлс, Лаура
Лаура Вулси Скейлс (англ. Laura Woolsey Scales, урожд. Лорд (англ. Lord); 13 ноября 1879 года — 12 июня 1990 года) — американский педагог и супердолгожитель.

## Биография
Лаура Скейлс родилась 13 ноября 1879 года в Хановере, Нью-Гэмпшир, США. Она была дочерью Джона Кинга Лорда и Эммы Померой Лорд. Она окончила колледж Смит в 1901 году и в 1908 году вышла замуж за Роберта Лейтона Скейлса (1880–1912), юриста и бывшего преподавателя английского языка в Дартмутском колледже, а также соавтора книги по дебатам «Argumentation and Debate». В 1913 году, после смерти мужа, Лаура стала инструктором Бостонского музея изящных искусств, прежде чем уйти в отставку в 1920 году и стать деканом по делам женщин в Технологическом институте Карнеги. Затем она вернулась в колледж Смит, где проработала деканом студентов 22 года (1922–1944). Чтобы вызвать чувство общности, Скейлс ввела политику, согласно которой все студенты должны жить на территории кампуса.
В 1944 году Лаура ушла с должности и в течение следующих 30 лет жила в Данедине, Флорида. В 1974 году она вернулась в Нортгемптон, штат Массачусетс.
Генеральный совет Массачусетса издал резолюцию в честь её 110-летия в 1989 году. Её документы хранятся в колледже Смит.
Лаура Скейлс умерла 12 июня 1990 года в возрасте 110 лет и 211 дней, будучи одним из самых старых живущих людей в мире на то время.

## Премии и награды
В 1931 году колледж Смит присвоил Скейлс почетную степень доктора гуманитарных наук, а восемь лет спустя Дартмутский колледж присвоил ей степень почетного доктора литературы . В 1936 году колледж Смит назвал недавно построенное общежитие Домом Лауры Скейлс (англ. Laura Scales House), среди известных жителей которого была Глория Стайнем.

## Семья
- Отцом Лауры был Джон Кинг Лорд (1848–1926)[9], историк, который исполнял обязанности президента Дартмутского колледжа в 1892-1893 годах[10].
- Старший брат — Фредерик Померой Лорд (1876—1970), профессор анатомии. Прожил 93 года[9].
- Младший брат — Артур Харди Лорд (1889—1989), издатель. Прожил 100 лет[9].

## Публикации
- Скейлс, Лаура Вулси Лорд. Мальчики эпохи, их мечты и их ремесла. [С иллюстрациями]. — Boston : Ginn & Co, 1922.
- Скейлс, Лаура В.Л. (Сентябрь 1917). Роль музея в становлении американцев. Вестник Метрополитен-музея. 12 (9): 191–193. doi:10.2307/3253390. JSTOR 3253390.
- Скейлс, Лаура В.Л. (Апрель 1922). Будем ли мы бояться большого колледжа?. Образовательное обозрение. 63: 299–306.